# Donald Willis
Donald Kirk Willis (Goleta, 15 luglio 1973) è un ex giocatore di football americano statunitense che ha militato nel ruolo di offensive guard nella National Football League (NFL).

## Carriera
Dopo non essere stato scelto nel Draft NFL 1995, Willis firmò con i Seattle Seahawks. Durante la sua stagione da rookie passò ai New Orleans Saints ma nella sua prima annata non disputò alcuna partita. Le prime quattro le disputò l'anno seguente, nessuna delle quali come titolare. Dopo essere tornato a non scendere in campo nel 1997, rimase fuori dal mondo del football per due stagioni finché nel 2000 non firmò con i Kansas City Chiefs con cui per la prima volta disputò tutte le 16 partite della stagione regolare, incluse due come titolare. L'anno seguente salì a 4 presenze come partente. Chiuse la sua carriera professionistica dopo la stagione 2004.